# Лапландска война
Лапландската война (на фински: Lapin sota) е военен конфликт между Финландия и Нацистка Германия от септември 1944 до април 1945 г.
Войната получава името на северно-финландската провинция Лапландия.